# Península de Macanao
Península de Macanao (« Péninsule de Macanao », en espagnol) ou Macanao est l'une des onze municipalités de l'État de Nueva Esparta au Venezuela. Son chef-lieu est Boca de Río. En 2011, la population s'élève à 26 423 habitants.

## Géographie

### Subdivisions
La municipalité possède une seule paroisse civile et une parroquia capital, traduite ici par « capitale » (en italiques et suivie d'une astérisque) avec, chacune à sa tête, une capitale (entre parenthèses) :
- Capitale Península de Macanao * (Boca de Río) ;
- San Francisco (Boca de Pozo).